# Lily Owsley
Pour les articles homonymes, voir Owsley.
Lily Owsley (née le 10 décembre 1994 à Bristol (Angleterre)) est une joueuse de hockey sur gazon britannique, membre de l'équipe de Grande-Bretagne de hockey sur gazon féminin. 
Avec la Grande-Bretagne, elle est sacrée championne olympique en 2016 à Rio de Janeiro.